# Quadrat (hiéroglyphe égyptien)
Pour les articles homonymes, voir Quadrat (homonymie).

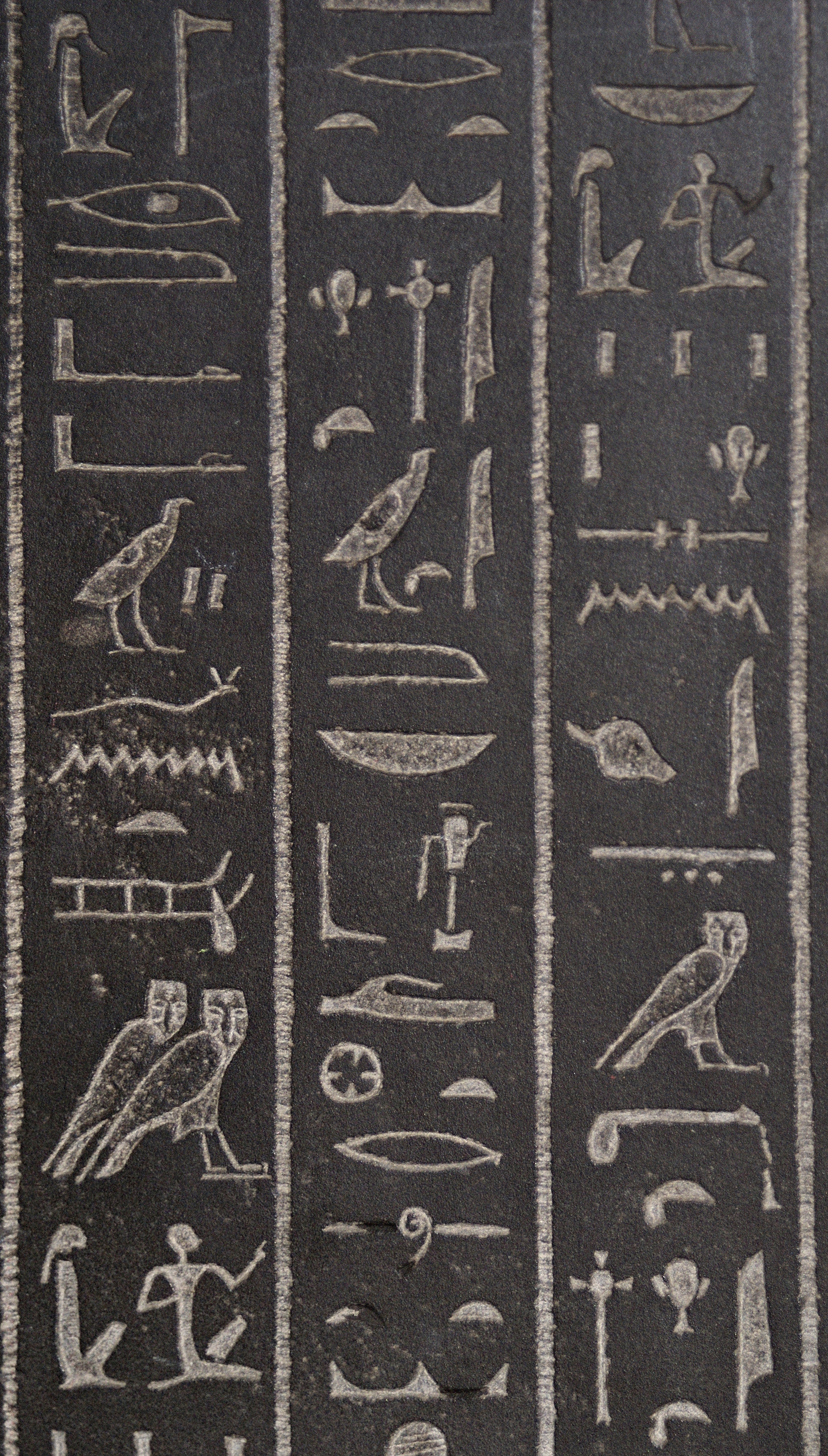
Couvercle du sarcophage d'Ânkhnesnéferibrê. Le quadrat en bas à gauche représente les gens : un homme, une femme et la marque du pluriel

Un quadrat ou cadrat est un carré virtuel (c'est-à-dire non tracé) dans lequel s'inscrit normalement chaque caractère hiéroglyphique dans l'écriture égyptienne. Mais les hiéroglyphes ne sont pas simplement alignés les uns à la suite des autres car tout caractère ne remplit pas entièrement le quadrat : certains n'en remplissent que la moitié, horizontalement ou verticalement, d'autres le quart ; ils peuvent être alors en nombre variable dans ce bloc virtuel, et sont souvent proportionnés en fonction de l'harmonie recherchée par les scribes.

## Tracé des hiéroglyphes
| A22 | SPACE | G18 | SPACE | W17 | SPACE | N15 |

| A22 | SPACE | G18 | SPACE | W17 | SPACE | N15 |

| D40 | SPACE | R4 |

| D40 | SPACE | R4 |

| D58 | SPACE | R8 |

| D58 | SPACE | R8 |

| Q3 | SPACE | V1 | SPACE | V34 | SPACE | N5 | SPACE | V20 |

| Q3 | SPACE | V1 | SPACE | V34 | SPACE | N5 | SPACE | V20 |

L'ordre de lecture des éléments disposés à l'intérieur d'un quadrat est indépendant du sens de lecture global, qu'il soit horizontal (quadrats disposés en lignes) ou vertical (quadrats disposés en colonnes). Les signes qui occupent un quadrat se lisent de gauche à droite puis de haut en bas, ou bien de haut en bas puis de gauche à droite.
Exemple
Le plus souvent dans les hiéroglyphes, Amon est référencé sans l'épithète Rê.
| SPACE | M17 | Y5 · N35 | SPACE | et | SPACE | i | Y5 · N35 · N5 · Z1 |

| SPACE | M17 | Y5 · N35 | SPACE | et | SPACE | i | Y5 · N35 · N5 · Z1 |

## Particularités calligraphiques et contraintes
Il existe plusieurs particularités calligraphiques, dont :
- pour éviter qu'un quadrat ne soit incomplet, on inverse parfois des signes afin de rendre l'ensemble plus compact. De même, dans un souci d'esthétique, on choisit avec soin les compléments phonétiques, bien qu'il y ait redondance ;
- on inverse parfois les hiéroglyphes d'oiseaux tenant en un quadrat et les signes d'un quart de quadrat (le p par exemple) ; dans ce cas, le petit caractère précède et occupe le creux du quadrat ;
- on peut omettre des signes, surtout ceux notant les phonèmes ȝ et i ;
- les signes désignant les dieux sont placés en tête d'énoncé, de syntagme ou de mot composé, par antéposition honorifique (inversion respectueuse). Cependant, même si les hiéroglyphes sont inversés, la lecture et la translittération n'en tiennent évidemment pas compte.

## Homophone
En imprimerie, on parle de cadrat (avec cette orthographe) pour désigner un bloc de plomb moins haut que les autres caractères. Il est destiné à afficher des blancs qu'on appelle alors des espaces (au féminin).